# Nagrak (Cisaat)
Nagrak is een bestuurslaag in het regentschap Sukabumi van de provincie West-Java, Indonesië. Nagrak telt 9712 inwoners (volkstelling 2010).